# Destruction System
Destruction System è un album dei Morbid Saint, registrato nel 1992.
Le copie originali dell'album sono introvabili, ma nel 2006 è stato ristampato Spectrum Of Death, album nel quale è stato incluso Destruction System (la copertina è diversa per entrambi gli album).

## Tracce
1. Darkness Unseen
2. Depth Of Sanity
3. Final Exit
4. Destruction System
5. Halls Of Terror
6. Living Misery
7. Sign Of Times
8. Disciples Of Discipline